# Кондомат

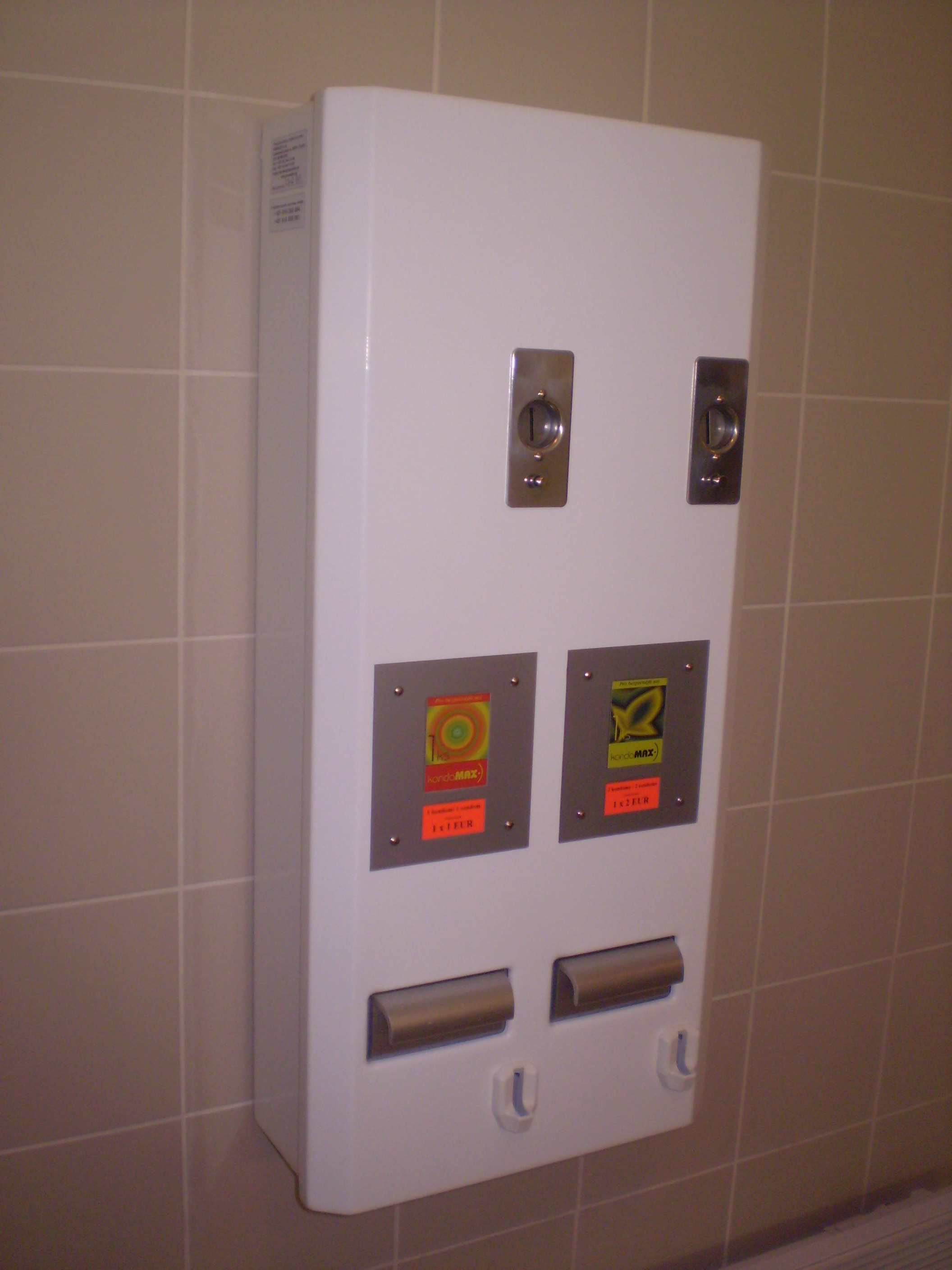
Кондомат (Словаччина)

Кондомат — (від нім. Kondomautomat або нім. Kondomat) різновид торгових автоматів, які містять презервативи або засоби гігієни для жінок. Традиційні місця розміщення — туалети громадських місць, гуртожитки, нічні клуби.
Кондомати дозволяють продавати кілька типів продукції. Монтуються переважно на стіну, мають вандалозахисний корпус. Оснащені екраном для відображення даних про баланс та індикатором наявності товару. Можуть приймати купюри або монети. Можуть продавати будь-який товар, упакований в прямокутну упаковку.

## Історія
В Австрії перший кондомат був поставлений лише 1956 року підприємцем Феррі Еберта.